# Геракл: Начало легенды
«Геракл: Начало легенды» (англ. The Legend of Hercules) — фэнтезийный боевик в формате 3D режиссёра Ренни Харлина по сценарию Дэниэла Джиата и Шона Худа с Келланом Латсом, Гайей Вайсс, Скоттом Эдкинсом, Роксаной Макки и Лиамом Гэрриганом в главных ролях. Он был выпущен компанией Lionsgate 10 января 2014 года в США. Премьера состоялась 10 января 2014 года и 23 января в России, за шесть месяцев до фильма «Геракл» совместного производства Paramount Pictures и MGM. Фильм провалился в прокате и получил негативные отзывы, в отличие от «Геракла», который имел финансовый успех и получил гораздо более положительные отзывы.

## Сюжет
Древняя Греция, 1300 год до нашей эры. Царь Амфитрион завоёвывает Аргос, победив в поединке его царя. Жена Амфитриона Алкмена пытается уговорить мужа прекратить завоевания, но получает отрицательный ответ. Тогда Алкмена едет в храм Геры и просит у неё помощи. Гера разрешает своему мужу Зевсу провести ночь с царицей, чтобы у них родился сын-полубог, который свергнет царя. Свидетелем этого события является слуга Алкмены Хирон. Алкмена начинает обряд, но появившийся Амфитрион прерывает его и приказывает слугам найти её любовника. Вскоре у Алкмены рождается сын, которого Амфитрион называет Алкид, но она знает, что настоящее имя малыша Геракл («Дар Геры»).
Проходит 20 лет. Геракл уже вырос и стал сильным юношей. Он влюбляется в дочь критского царя Гебу, которая пожалована в жёны его брату Ификлу. Они вместе катаются на лошадях и купаются в озере, однако пару застукивает Ификл. Ночью на Геракла и Ификла нападает немейский лев, кожу которого не пробивает копьё. Гераклу удаётся задушить льва и тем самым спасти свою жизнь и брата. На пиру у Амфитриона Ификл говорит, что сам убил льва, а Алкид убежал, как трус.
Узнав, что у Алкида роман с Гебой, Амфитрион приказывает отослать его в Египет, под командованием главнокомандующего Сотириса. Перед походом Алкид узнаёт от Алкмены своё настоящее имя. Алкид обещает Гебе, что вернётся к ней до свадьбы с Ификлом. Отряд Сотириса высаживается в Египет. Они разбивают лагерь в ущелье Гора, после чего несколько солдат отправляются на разведку. Однако, обнаружив повешенных греческих воинов, они решают вернуться. В лагере Сотирис обнаруживает трупы своих солдат. Отряд окружают враги (которых нанял Амфитрион для убийства Геракла) и завязывается бойня, однако выжить удаётся только Гераклу и самому Сотирису. Героев берут в плен и забирают в рабство.
На родине Геракла считают погибшим. Алкмена оплакивает своего сына у алтаря Геры, пока её не обнаруживает Амфитрион. Он требует у жены признания, что Алкид не его сын. Алкмене приходится раскрыть мужу всю правду о его рождении, после чего тот пронзает её кинжалом, а свидетелю Хирону приказывает умалчивать об этом, говоря всем о самоубийстве царицы.
Геракла и Сотириса продают одному промоутеру и они становятся гладиаторами. В первом бою им с трудом удаётся одолеть своих соперников, что приносит промоутеру большую прибыль. После боя герои рассказывают хозяину об арене в Греции, на которой за бой дают большую прибыль, а победители получают свободу. Промоутер говорит им, что для начала они должны сразиться с двумя сильнейшими гладиаторами, и если они победят, то тогда поедут на бой в Греции. Геракла и Сотириса вывозят на Сицилию, где им предстоит биться на специальной арене с шипами. В ходе боя Сотирис получает ранение, но Гераклу удаётся добить последнего соперника. Алкид уговаривает промоутера отвести его на арену в Греции, обещая что он победит шестерых противников. Сотирис получает свободу.
Геракла доставляют в Грецию для участия в состязании. Сотирис приводит на бой Хирона. Благодаря своему божественному происхождению Геракл побеждает всех шестерых противников и получает свободу. К нему приходит Хирон и рассказывает о смерти Алкмены. Алкид создаёт армию из помощников Сотириса (в которую входит и сам Сотирис) и готовится к дальнему пути. Геракл направляется в деревню, которую грабят люди Ификла и со своим отрядом освобождает её от захватчиков. Там он встречает жрицу Геры, которая говорит о великом предназначении Геракла.
Тем временем, Ификл приходит в покои Гебы и говорит о предстоящей свадьбе. Геба, расстроенная этим известием, решает броситься со стены, однако её останавливает вовремя появившийся Хирон. Он рассказывает девушке о возвращении Алкида. Она идёт к озеру, где они проводили время вместе и находит там Геракла. Любовники вновь воссоединяются. Молодые люди занимаются сексом. Геракл признаётся Гебе, что совсем скоро они будут вместе.
Сотирис возвращается домой, где находит труп своей жены и Ификла с солдатами. Ификл приказывает Сотирису рассказать местоположение Геракла, угрожая убить сына Сотириса. Ификл врывается в лесной домик Алкида, пленит его и забирает Гебу. Геракла вешают на площади и жестоко избивают перед толпой народа. Приехавший Амфитрион даёт Ификлу меч и приказывает убить предателей: Сотириса и Хирона. Ификл (несмотря на все просьбы Алкида) пронзает Хирона и готовится убить Сотириса. Геракл молит Зевса о спасении, и так и случается. К герою возвращаются прежние силы и он ломает колонны и убивает солдат. Амфитрион вместе с Ификлом успевают скрыться. Солдаты царя клянутся служить Гераклу. Амфитрион остаётся без войска, поэтому прибегает к помощи наёмников.
Геракл в плаще из шкуры немейского льва говорит речь, после чего идёт на дворец своего отца вместе с армией (в которую входит Сотирис). На входе они сталкиваются с наёмниками, однако лучники царя решают помочь герою и убивают наёмников. Отряд Геракла прорывается за стены дворца. Там он снова сталкивается с наёмной армией, однако Зевс заряжает молнией меч Геракла и тот с лёгкостью перебивает всех солдат. Алкид попадает в покои дворца Амфитриона. Амфитрион берёт меч и сражается с Алкидом, однако Геракл одерживает вверх и готовится убить его. В этот момент появляется Ификл вместе с Гебой и угрожает её убить. Геба протыкает себя насквозь кинжалом, тем самым убивая и Ификла. Геракл убивает в схватке Амфитриона, пронзая его кинжалом, которым тот когда-то убил Алкмену. Алкид подходит к умирающей Гебе и обещает ей, что теперь всегда будет с ней.
У Геракла и Гебы рождается сын. Пара счастлива, как никогда. В последних кадрах Геракл, царь Аргоса выходит под дождём на стену крепости и смотрит на свои владения.

## В ролях
| Актёр           | Роль                |
| --------------- | ------------------- |
| Келлан Латс     | Алкид, он же Геракл |
| Гайя Вайсс      | Геба                |
| Скотт Эдкинс    | царь Амфитрион      |
| Роксанна Макки  | царица Алкмена      |
| Лиам Гэрриган   | Ификл               |
| Лиам Макинтайр  | Сотирис             |
| Раде Шербеджия  | Хирон               |
| Джонатон Шек    | Тарак               |
| Люк Ньюберри    | Агамемнон           |
| Юкка Хилден     | Креонт              |
| Кеннет Крэнем   | Луций               |
| Мэрайя Гэйл     | Какия               |
| Сарай Гивати    | Сафирра             |
| Спенсер Уидлинг | Хумбаба             |

## Съёмки
Съёмки фильма проходили в Софии. Рабочие названия фильма: «Hercules 3D» и «Hercules: The Legend Begins».

## Номинации
«Золотая малина» 2015
- Номинации (6)
  - «Худший фильм»
  - «Худший режиссёр» (Ренни Харлин)
  - «Худший сиквел, плагиат или ремейк»
  - «Худший экранный ансамбль»
  - «Худшая мужская роль» (Келлан Латс)
  - «Худшая женская роль» (Гайя Вайс)